# Tokudaia
Tokudaia is een geslacht van knaagdieren uit de muizen en ratten van de Oude Wereld dat voorkomt op de Riukiu-eilanden, ten zuidwesten van Japan. Dit geslacht is het nauwste verwant aan de bosmuizen (Apodemus), waarvan het zich waarschijnlijk in het Mioceen heeft afgesplitst.
De populaties op de verschillende eilanden (Tokuno-shima, Amami-oshima en Okinawa) worden nu als aparte soorten gezien, maar eerder werden ze als ondersoorten beschouwd. De populaties op Okinawa (muenninki) en Amami-oshima (osimensis) verschillen echter sterk in karyotype (respectievelijk 2n=44 en 2n=25) en ook in bepaalde maten van de schedel, zodat ze nu als aparte soorten worden gezien. De populatie op Tokunoshima is in 2006 als een derde soort beschreven, T. tokunoshimensis. Deze soort is veel groter dan de twee andere soorten en heeft een karyotype van 2n=45.

## Soorten
Er zijn drie soorten:
- Tokudaia muenninki – Ryukyustekelrat (Okinawa; fossiel op Okinawa en Le-jima)
- Tokudaia osimensis (Amami-oshima; fossiel op Okinawa[2])
- Tokudaia tokunoshimensis (Tokunoshima)